# Pachira coriacea
Pachira coriacea là một loài thực vật có hoa trong họ Cẩm quỳ. Loài này được (Mart.) W.S.Alverson mô tả khoa học đầu tiên năm 1994.